# 골드망주머니생쥐
골드망주머니생쥐(Chaetodipus goldmani)는 주머니생쥐과에 속하는 설치류의 일종이다. 멕시코의 토착종이며, 건조 관목지대 서식지가 농경지로 전환이 증가하고 있기 때문에 생존 위협을 받고 있다. 따라서 국제 자연 보전 연맹이 보전 등급을 "취약근접종"으로 지정하고 있다.

## 특징
골드망주머니생쥐는 중간 크기의 설치류로 머리부터 몸까지 몸길이는 88mm, 꼬리 길이는 106mm이다. 귀는 흰 주근깨와 함께 검은색을 띠며, 뒷쪽 가장자리는 희끄무레하다. 귀 바로 아래에 희미한 반점이 나 있다. 상체는 갈색이고, 궁둥이는 검은색보다 약간 더 진한 반면에 하체는 크림색이 감도는 흰색이다. 꼬리는 위쪽은 진하고 아래쪽은 희미한 색을 띤다.